# Научная секция пилотов
«Научная секция пилотов» — российский фильм 1996 года режиссёра Андрея И, по его же сценарию.

## Сюжет
Московское метро. На глубине сотен метров под землей происходят серийные убийства машинистов поездов. Некто, проникнув в систему тоннелей метрополитена ведёт свою жуткую и кровавую игру. Этот некто всегда на шаг опережает преследователей из специальной следственной бригады. Возникает ощущение, что убийца — не человек, а нечто нематериальное, читающее и мысли и бессознательные страхи преследователей, и чем больше они понимают логику преступлений, тем дальше они от поимки таинственного убийцы.

## В ролях
- Марьяна Цареградская — Лиза
- Анна Семкина — Анна
- Лидия Федосеева-Шукшина — Анна Вильгельмовна, начальница метрополитена
- Виктор Павлов — полковник
- Анатолий Крупнов — лейтенант
- Андрей И — охотник
- Александр Хван — художник
- Александр Баринов — Геныч

В эпизодах: Валерий Афанасьев, Руслан Ахметов, Алина Таркинская, Сергей Рубан и другие.
Закадровый текст читает Лев Любецкий.

## Критика
Вот уж поистине образец стильного фильма! Поражает, прежде всего, потрясающая операторская работа Игоря Клебанова. Все снято под необычным углом зрения, при странном освещении, искажающем выражения лиц персонажей. Лица эти становятся прямо-таки зловещими, если не демоническими. Примерно то же самое можно сказать и по части режиссуры Андрея И. … немало кровавых и жутких сцен, причудливо смонтированных под таинственную музыку Сергея Курехина.— киновед Александр Фёдоров

чистое уравнение страха предстало в «Научной секции пилотов» Андрея И. Страх как таковой является единственным героем картины, её стилем, речью, пафосом и итогом. В конце концов и автором, потому что сложносочиненный триллер о загадочных терактах в московской подземке, вдохновленный Борхесом, подсмотренный у Каракса и озвученный Сергеем Курехиным очевидно напрямую транслируется из лабиринтов авторского подсознания. … даже самые нейтральные кадры сталкиваются в темпе шоковых аттракционов. — кинокритик Сергей Добротворский

## Фестивали и награды
- Кнофестиваль «Киношок» (1996) — Приз им . А. Княжинского за лучшую операторскую работу (И. Клебанов)
- Киноремия «Ника» (1997) — за лучшую операторскую работу (И. Клебанов)